# Niyodogawa
Niyodogawa (仁淀川町?) è una cittadina giapponese della prefettura di Kōchi.